# شورية متطاولة الأوراق
شورية متطاولة الأوراق (الاسم العلمي:Shorea oblongifolia) هي نوع غير مؤكد من النباتات تتبع جنس الشورية من فصيلة مجنحية الثمر.